# 2016년 하계 올림픽 중화 타이베이 선수단

## 종목별 성적
중화 타이베이는 2016년 8월 5일에서 8월 21일까지 브라질 리우데자네이루에서 열린 제31회 하계 올림픽에 참가했다.

### 배드민턴
남자
| 선수 | 종목 | 그룹/예선     | 그룹/예선     | 그룹/예선     | 그룹/예선 | 16강          | 8강           | 준결승        | 결승/3위 결정전 | 결승/3위 결정전 |
| 선수 | 종목 | 상대선수 결과 | 상대선수 결과 | 상대선수 결과 | 순위      | 상대선수 결과 | 상대선수 결과 | 상대선수 결과 | 상대선수 결과   | 순위            |

## 같이 보기
- 올림픽 중화 타이베이 선수단